# Aeshna viridis
Aeshna viridis (tên tiếng Anh Green Hawker) là một loài chuồn chuồn ngô thuộc họ Aeshnidae. Nó được tìm thấy ở Áo, Cộng hòa Séc, Đan Mạch, Estonia, Phần Lan, Đức, Hungary, Latvia, Litva, Hà Lan, Ba Lan, Nga, Serbia và Montenegro, Slovakia, Thụy Điển, và Ukraina. Môi trường sống tự nhiên của chúng là sông ngòi, đầm lầy, hồ nước, và đầm nước. Chúng hiện đang bị đe dọa vì mất môi trường sống in trong một số khu vực trong vùng phần bố của chúng nhưng nói chung chúng vẫn chưa đến mức bị đe dọa nghiêm trọng.

## Hình ảnh

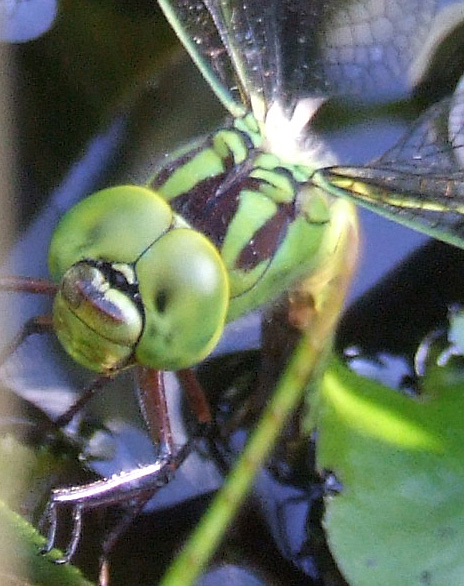
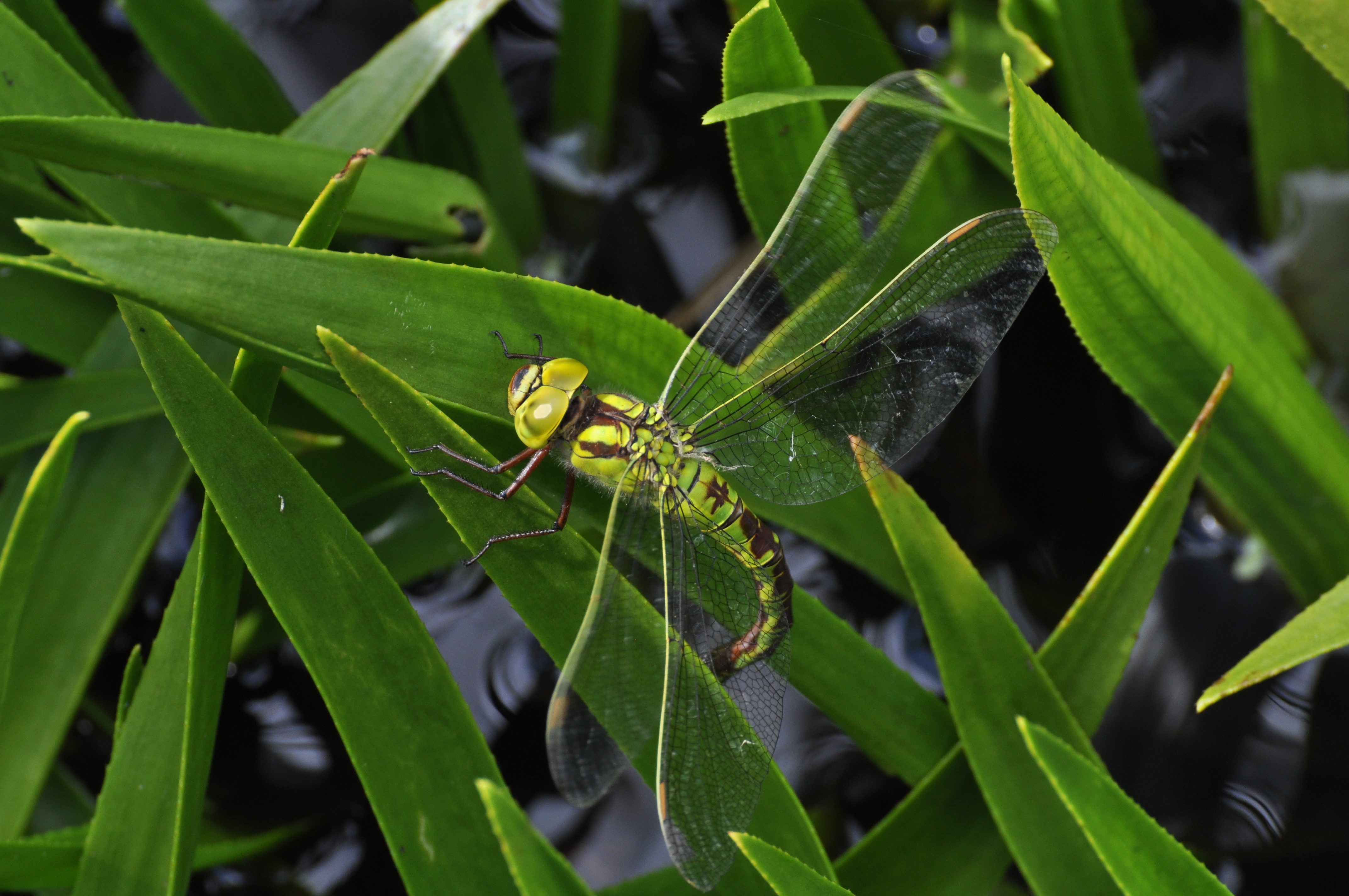
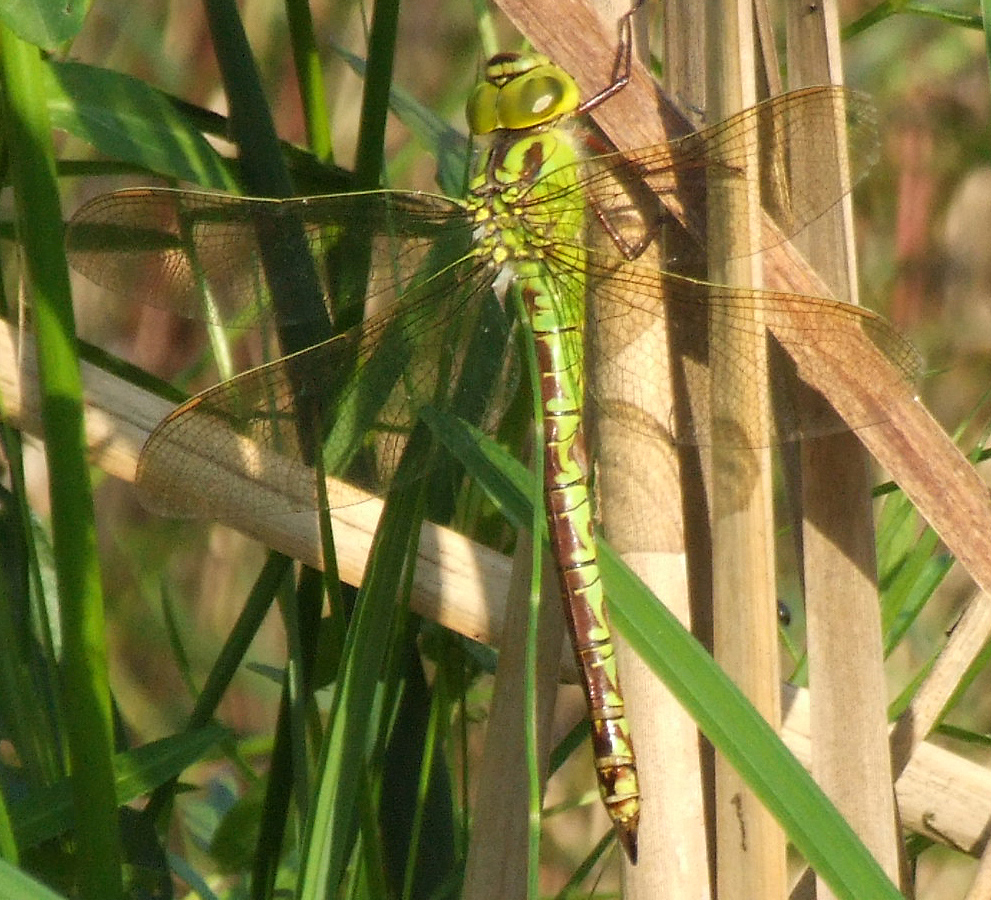
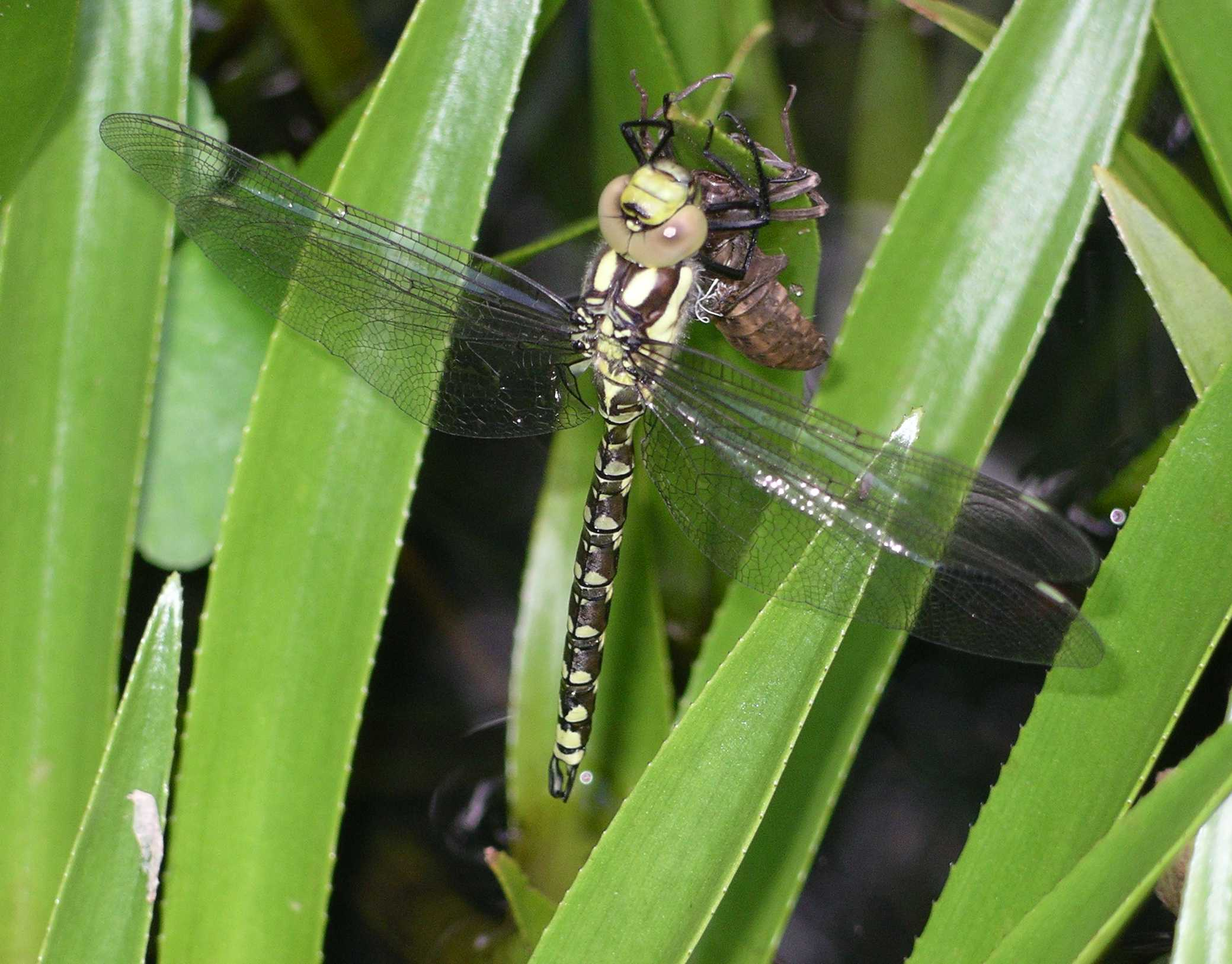